# Neotama variata
Neotama variata là một loài nhện trong họ Hersiliidae.
Loài này thuộc chi Neotama. Neotama variata được miêu tả năm 1899 bởi Mary Agard Pocock.